# Unidades de Planck

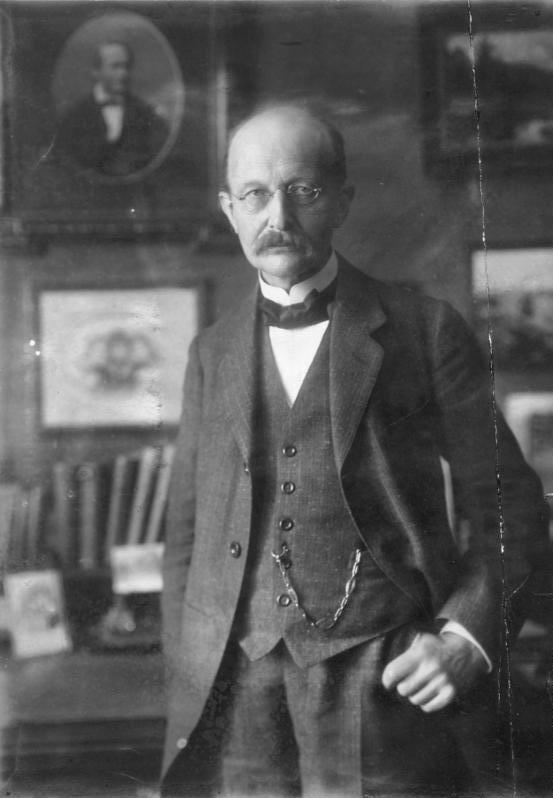
Max Planck

Las unidades de Planck o unidades naturales son un sistema de unidades propuesto por primera vez en 1899 por Max Planck. El sistema mide varias de las magnitudes fundamentales del universo: tiempo, longitud, masa, carga eléctrica y temperatura. El sistema se define haciendo que las cinco constantes físicas universales de la tabla tomen el valor 1 cuando se expresen ecuaciones y cálculos en dicho sistema.
En física de partículas y cosmología física, las unidades Planck son un sistema de unidades de medida definido exclusivamente en términos de cuatro constantes físicas universales: c, G, Constante de Planck reducida ħ, y kB (descrita más adelante). Expresando una de estas constantes físicas en términos de unidades Planck se obtiene un valor numérico de 1. Son un sistema de unidades naturales, definidas utilizando propiedades fundamentales de la naturaleza (en concreto, propiedades del espacio libre) en lugar de propiedades de un objeto prototipo elegido. Propuestas originalmente en 1899 por el físico alemán Max Planck, son relevantes en la investigación de teorías unificadas como la gravedad cuántica.
| Constante                          | Símbolo | Dimensiones  |
| ---------------------------------- | --- | ------------ |
| Velocidad de la luz en el vacío    | {\displaystyle {c}\ } | LT-1         |
| Constante de gravitación universal | {\displaystyle {G}\ } | L3T-2M-1     |
| Constante reducida de Planck       | {\displaystyle \hbar ={\frac {h}{2\pi }}} donde {\displaystyle {h}\ } es la constante de Planck                          | ML2T-1       |
| Constante de fuerza de Coulomb     | {\displaystyle K={\frac {1}{4\pi \epsilon _{0}}}} donde {\displaystyle {\epsilon _{0}}\ } es la permitividad en el vacío | M L3 I-2 T-2 |
| Constante de Boltzmann             | {\displaystyle {k}\ } | M L2T-2K-1   |

El uso de este sistema de unidades trae consigo varias ventajas. La primera y más obvia es que simplifica mucho la estructura de las ecuaciones físicas porque elimina las constantes de proporcionalidad y hace que los resultados de las ecuaciones no dependan del valor de las constantes.
Por otra parte, se pueden comparar mucho más fácilmente las magnitudes de distintas unidades. Por ejemplo, dos protones se rechazan porque la repulsión electromagnética es mucho más fuerte que la atracción gravitatoria entre ellos. Esto se puede comprobar al ver que los protones tienen una carga aproximadamente igual a una unidad natural de carga, pero su masa es mucho menor que la unidad natural de masa.
También permite evitar bastantes problemas de redondeo, sobre todo en computación. Sin embargo, tienen el inconveniente de que al usarlas es más difícil percatarse de los errores en el  análisis dimensional. Son populares en el área de investigación de la relatividad general y la gravedad cuántica.
Las unidades Planck suelen llamarse de forma jocosa por los físicos como las "unidades de Dios", porque elimina cualquier arbitrariedad antropocéntrica del sistema de unidades.

## Introducción
A cualquier sistema de medida se le puede asignar un conjunto mutuamente independiente de magnitudes base y unidades base asociadas, a partir de las cuales se pueden derivar todas las demás magnitudes y unidades. En el Sistema Internacional de Unidades, por ejemplo, la cantidad base incluye la longitud con la unidad asociada del metro. En el sistema de unidades Planck, se puede seleccionar un conjunto similar de cantidades base y unidades asociadas, en términos de las cuales se pueden expresar otras cantidades y unidades coherentes. La unidad de longitud de Planck se conoce como la longitud de Planck, y la unidad de tiempo de Planck se conoce como el tiempo de Planck, pero no se ha establecido que esta nomenclatura se extienda a todas las cantidades.
Todas las unidades de Planck se derivan de las constantes físicas universales dimensionales que definen el sistema, y en una convención en la que estas unidades se omiten (es decir, se tratan como si tuvieran el valor adimensional 1), estas constantes se eliminan de las ecuaciones de la física en las que aparecen. Por ejemplo, la Ley de gravitación universal de Newton
{\displaystyle F=G{\frac {m_{1}m_{2}}{r^{2}}}=\left({\frac {F_{\text{P}}l_{\text{P}}^{2}}{m_{\text{P}}^{2}}}\right){\frac {m_{1}m_{2}}{r^{2}}}},
puede expresarse de la siguiente manera:
{\displaystyle {\frac {F}{F_{\text{P}}}}={\frac {\left({\dfrac {m_{1}}{m_{\text{P}}}}\right)\left({\dfrac {m_{2}}{m_{\text{P}}}}\right)}{\left({\dfrac {r}{l_{\text{P}}}}\right)^{2}}}}.
Ambas ecuaciones son dimensionalmente consistentes e igualmente válidas en cualquier sistema de cantidades, pero la segunda ecuación, con G ausente, está relacionando sólo magnitudes adimensionales ya que cualquier razón de dos cantidades de dimensiones similares es una cantidad adimensional. Si, por una convención abreviada, se entiende que cada cantidad física es el cociente correspondiente con una unidad Planck coherente (o "expresado en unidades Planck"), los cocientes anteriores pueden expresarse simplemente con los símbolos de cantidad física, sin ser escalados explícitamente por su unidad correspondiente:
{\displaystyle F'={\frac {m_{1}'m_{2}'}{r'^{2}}}}.
Como se verá más adelante.
Esta última ecuación (sin G) es válida con F', m1′, m2′, y r' siendo las cantidades de relación adimensionales correspondientes a las cantidades estándar, escritas e. g. F' ≘ F o F' = F/FP, pero no como una igualdad directa de cantidades. Esto puede parecer "poner las constantes c, G, etc., a 1" si se piensa en la correspondencia de las cantidades como igualdad.  Por esta razón, las unidades de Planck u otras unidades naturales deben emplearse con cuidado. Refiriéndose a "G = c= 1", Paul S. Wesson escribió que, "Matemáticamente es un truco aceptable que ahorra trabajo. Físicamente representa una pérdida de información y puede llevar a confusión."

## Historia y definición
El concepto de unidades naturales fue introducido en 1874, cuando George Johnstone Stoney, observando que la carga eléctrica está cuantizada, derivó unidades de longitud, tiempo y masa, ahora llamadas unidades Stoney en su honor. Stoney eligió sus unidades para que G, c, y la carga del electrón e fueran numéricamente iguales a 1. En 1899, un año antes de la llegada de la teoría cuántica, Max Planck introdujo lo que más tarde se conocería como la constante de Planck. Al final del artículo, propuso las unidades básicas que más tarde fueron nombradas en su honor. Las unidades de Planck se basan en el cuanto de acción, ahora conocido normalmente como la constante de Planck, que apareció en la aproximación de Wien para la radiación del cuerpo negro. Planck subrayó la universalidad del nuevo sistema de unidades, escribiendo:

(en alemán)... die Möglichkeit gegeben ist, Einheiten für Länge, Masse, Zeit und Temperatur aufzustellen, welche, unabhängig von speciellen Körpern oder Substanzen, ihre Bedeutung für alle Zeiten und für alle, auch ausserirdische und aussermenschliche Culturen nothwendig behalten und welche daher als "natürliche Maasseinheiten" bezeichnet werden können.

... es posible establecer unidades para la longitud, la masa, el tiempo y la temperatura, que sean independientes de cuerpos o sustancias especiales, conservando necesariamente su significado para todos los tiempos y para todas las civilizaciones, incluidas las extraterrestres y las no humanas, que pueden denominarse "unidades de medida naturales".

Planck consideró sólo las unidades basadas en las constantes universales {\displaystyle G}, {\displaystyle h}, {\displaystyle c}, y {\displaystyle k_{\rm {B}}} para llegar a unidades naturales para longitud, tiempo, masa, y temperatura.  Sus definiciones difieren de las modernas en un factor de {\displaystyle {\sqrt {2\pi }}}, porque las definiciones modernas utilizan {\displaystyle \hbar } en lugar de {\displaystyle h}.
| Nombre                | Dimensión       | Expresión                                                                     | Valor (SI unidades)  |
| --------------------- | --------------- | ----------------------------------------------------------------------------- | -------------------- |
| Longitud de Planck    | Longitud (L)    | {\displaystyle l_{\text{P}}={\sqrt {\frac {\hbar G}{c^{3}}}}}                 | 1.616255(18)×10−35 m |
| Masa de Planck        | masa (M)        | {\displaystyle m_{\text{P}}={\sqrt {\frac {\hbar c}{G}}}}                     | 2.176434(24)×10−8 kg |
| Tiempo de Planck      | tiempo (T)      | {\displaystyle t_{\text{P}}={\sqrt {\frac {\hbar G}{c^{5}}}}}                 | 5.391247(60)×10−44 s |
| Temperatura de Planck | Temperatura (Θ) | {\displaystyle T_{\text{P}}={\sqrt {\frac {\hbar c^{5}}{Gk_{\text{B}}^{2}}}}} | 1.416784(16)×1032 K  |

## Expresión de leyes físicas en unidades Planck
- Ley de la gravitación universal de Newton

{\displaystyle F=G{\frac {m_{1}m_{2}}{r^{2}}}}
se convierte en
{\displaystyle F={\frac {m_{1}m_{2}}{r^{2}}}} utilizando unidades Planck.
- Ecuación de Schrödinger

{\displaystyle -{\frac {\hbar ^{2}}{2m}}\nabla ^{2}\psi (\mathbf {r} ,t)+V(\mathbf {r} )\psi (\mathbf {r} ,t)=i\hbar {\frac {\partial \psi }{\partial t}}(\mathbf {r} ,t)}
se convierte en
{\displaystyle -{\frac {1}{2m}}\nabla ^{2}\psi (\mathbf {r} ,t)+V(\mathbf {r} )\psi (\mathbf {r} ,t)=i{\frac {\partial \psi }{\partial t}}(\mathbf {r} ,t)}
- La energía de una partícula o fotón con frecuencia radial {\displaystyle {\omega }\ } en su función de onda

{\displaystyle {E=\hbar \omega }\ }
se convierte en
{\displaystyle {E=\omega }\ }
- La famosa ecuación de masa-energía de Einstein

{\displaystyle {E=mc^{2}}\ }
se convierte en
{\displaystyle {E=m}\ }
(por ejemplo, un cuerpo con una masa de 5000 unidades Planck de masa tiene una energía intrínseca de 5000 unidades Planck de energía) y su forma completa
{\displaystyle {E^{2}=(mc^{2})^{2}+(pc)^{2}}\ }
se convierte en
{\displaystyle {E^{2}=m^{2}+p^{2}}\ }
- ecuación de campo de Einstein de la relatividad general

{\displaystyle {G_{\mu \nu }={8\pi G \over c^{4}}T_{\mu \nu }}\ }
se convierte en
{\displaystyle {G_{\mu \nu }=8\pi T_{\mu \nu }}\ }
- La unidad de temperatura se define para que el promedio de energía térmica cinética por partícula por grado de libertad de movimiento

{\displaystyle {E={\frac {1}{2}}kT}\ }
se convierte en
{\displaystyle {E={\frac {1}{2}}T}\ }
- Ley de Coulomb

{\displaystyle F={\frac {1}{4\pi \epsilon _{0}}}{\frac {q_{1}q_{2}}{r^{2}}}}
se convierte en
{\displaystyle F={\frac {q_{1}q_{2}}{r^{2}}}} .
- Ecuaciones de Maxwell

{\displaystyle \nabla \cdot \mathbf {E} ={\frac {1}{\epsilon _{0}}}\rho }
{\displaystyle \nabla \cdot \mathbf {B} =0}
{\displaystyle \nabla \times \mathbf {E} =-{\frac {\partial \mathbf {B} }{\partial t}}}
{\displaystyle \nabla \times \mathbf {B} =\mu _{0}\mathbf {J} +\mu _{0}\epsilon _{0}{\frac {\partial \mathbf {E} }{\partial t}}}
se convierten respectivamente en
{\displaystyle \nabla \cdot \mathbf {E} =4\pi \rho }
{\displaystyle \nabla \cdot \mathbf {B} =0}
{\displaystyle \nabla \times \mathbf {E} =-{\frac {\partial \mathbf {B} }{\partial t}}}
{\displaystyle \nabla \times \mathbf {B} =4\pi \mathbf {J} +{\frac {\partial \mathbf {E} }{\partial t}}}
utilizando las unidades Planck. (Los factores {\displaystyle 4\pi \ } se pueden eliminar si {\displaystyle \epsilon _{0}\ } se hubiera normalizado, en vez de la constante de fuerza de Coulomb {\displaystyle 1/(4\pi \epsilon _{0})\ }.)

## Unidades de Planck básicas
Al dar valor 1 a las cinco constantes fundamentales, las unidades de tiempo, longitud, masa, carga y temperatura se definen así:
| Nombre                | Dimensión              | Expresión                                                                           | Equivalencia aproximada en el Sistema Internacional  |
| --------------------- | ---------------------- | ----------------------------------------------------------------------------------- | ---------------------------------------------------- |
| Longitud de Planck    | Longitud (L)           | {\displaystyle l_{P}=c\ t_{P}={\sqrt {\frac {\hbar G}{c^{3}}}}}                     | 1.616 252(81) × 10−35 m []                           |
| Masa de Planck        | Masa (M)               | {\displaystyle m_{P}={\sqrt {\frac {\hbar c}{G}}}}                                  | 2.176 44(11) × 10−8 kg (21 {\displaystyle \mu }g) [] |
| Tiempo de Planck      | Tiempo (T)             | {\displaystyle t_{P}={\sqrt {\frac {\hbar G}{c^{5}}}}}                              | 5.391 24(27) × 10−44 s []                            |
| Carga de Planck       | Carga eléctrica (Q)    | {\displaystyle q_{P}={\sqrt {\hbar c4\pi \epsilon _{0}}}}                           | 1.875 545 870(47) × 10−18 C                          |
| Temperatura de Planck | Temperatura (ML2T-2/k) | {\displaystyle T_{P}={\frac {m_{P}c^{2}}{k}}={\sqrt {\frac {\hbar c^{5}}{Gk^{2}}}}} | 1.416 785(71) × 1032 K []                            |

## Unidades de Planck derivadas
Como en otros sistemas de unidades, las magnitudes físicas derivadas se pueden definir basándose en las unidades de Planck.
| Nombre                          | Dimensión                   | Expresión                                                                                            | Equivalencia aproximada en el Sistema Internacional |
| ------------------------------- | --------------------------- | --- | --------------------------------------------------- |
| Energía de Planck               | Energía (ML2/T2)            | {\displaystyle E_{P}=m_{P}c^{2}={\sqrt {\frac {\hbar c^{5}}{G}}}}                                    | 1.9561 × 109 J                                      |
| Fuerza de Planck                | Fuerza (ML/T2)              | {\displaystyle F_{P}={\frac {E_{P}}{l_{P}}}={\frac {c^{4}}{G}}}                                      | 1.21027 × 1044 N                                    |
| Potencia de Planck              | Potencia (ML2/T3)           | {\displaystyle P_{P}={\frac {E_{P}}{t_{P}}}={\frac {c^{5}}{G}}}                                      | 3.62831 × 1052 W                                    |
| Densidad de Planck              | Densidad (M/L3)             | {\displaystyle \rho _{P}={\frac {m_{P}}{l_{P}^{3}}}={\frac {c^{5}}{\hbar G^{2}}}}                    | 5.15500 × 1096 kg/m³                                |
| Velocidad angular de Planck     | Velocidad angular (1/T)     | {\displaystyle \omega _{P}={\frac {1}{t_{P}}}={\sqrt {\frac {c^{5}}{\hbar G}}}}                      | 1.85487 × 1043 rad/s                                |
| Presión de Planck               | Presión (M/LT2)             | {\displaystyle p_{P}={\frac {F_{P}}{l_{P}^{2}}}={\frac {c^{7}}{\hbar G^{2}}}}                        | 4.63309 × 10113 Pa                                  |
| Intensidad eléctrica de Planck  | Intensidad eléctrica (Q/T)  | {\displaystyle I_{P}={\frac {q_{P}}{t_{P}}}={\sqrt {\frac {c^{6}4\pi \epsilon _{0}}{G}}}}            | 3.4789 × 1025 A                                     |
| Tensión eléctrica de Planck     | Tensión eléctrica (ML2/T2Q) | {\displaystyle V_{P}={\frac {E_{P}}{q_{P}}}={\sqrt {\frac {c^{4}}{G4\pi \epsilon _{0}}}}}            | 1.04295 × 1027 V                                    |
| Resistencia eléctrica de Planck | Resistencia (ML2/T Q2)      | {\displaystyle Z_{P}={\frac {V_{P}}{I_{P}}}={\frac {1}{4\pi \epsilon _{0}c}}={\frac {Z_{0}}{4\pi }}} | 2.99792458 × 10¹ Ω                                  |